# 朴騏良
朴騏良（韓語：박기량，1991年2月18日—），是一位韓國女藝人、女歌手和啦啦隊隊長。
她與李受真（三星獅）、金娟婷（韓華鷹）、姜允伊（SK飛龍）共同稱譽是韓國偶像和韓國啦啦隊的杰出人才之一以及韓國第二代啦啦隊的四大隊長。

## 生平
平時喜歡跳舞，甚至會找同齡者組成舞團一起練舞。直至2007年7月的某日，在釜山西側的街上，接到了星探給予加入拉拉隊的邀請，但當時朴騏良因對於星探街頭邀請加入的真實性存疑而拒絕。後來前往經紀公司發現可以免費學舞而加入，但曾擔任總統警衛的軍人父親極力反對，最後是靠朴騏良自己說服父親而得以繼續參加，但父親其實在朴騏良剛出道的前3～4年間仍持反對態度，但現在則是比任何人都還支持朴騏良擔任啦啦隊長。2015年被捲入張成宇球員事件，朴騏良直接提出「名譽毀損」告訴，同時也成為首位向職棒選手提告的職棒啦啦隊長。2017年3月韓國總統大選競選期間，加入文在寅陣營，並大力替文在寅宣傳。除此之外，2017年與起亞虎對戰，在五局中場啦啦隊長的換裝時間，被等候於休息室外的41歲男性上班族球迷性騷擾，後來球團及相關有力人士支持朴騏良對性騷擾嫌疑犯提告，同時也開始著重於改善啦啦隊長的工作環境，進而提升近代啦啦隊長的工作安全及工作環境品質。2018年父母於釜山經營《美食家燒烤（미식가의구이）》社稷騏良店（사직기량점），朴騏良不時會至店內幫忙及招攬生意或拍攝youtube影片。2018與2019年受台灣職棒球隊Lamigo桃猿邀請來台參與該隊的《辣年糕趴（Korea Party）》，並於2018年受邀成為開球嘉賓。2019年在JTBC韓綜《惡評之夜》中，主持人金淑提及曾有經紀公司在五、六年前要透過自己邀請朴騏良加入演藝圈，但當時朴騏良以自己熱愛啦啦隊長這份工作為由而拒絕，但朴騏良也有考慮啦啦隊長退休後轉往演藝圈；亦提及自己擔任youtuber 10個月，但youtuber這方面的總收入只有15萬韓元（約合新台幣3900元），主要是希望紀錄自己的寵物狗與和隊員的互動兼稍微有收入（但賺錢不是主要目標）。

## 啦啦隊經歷

### 棒球之啦啦隊
| 年份       | 隊伍名稱 | 備註 |
| ---------- | -------- | ---- |
| 2009－2022 | 樂天巨人 |      |
| 2024－     | 斗山熊   |      |

### 籃球之啦啦隊
| 年份                  | 隊伍名稱       | 備註       |
| --------------------- | -------------- | ---------- |
| 2007－2009 2013－2017 | 蔚山現代太陽神 |            |
| 2009－2011            | 原州東浦新世代 |            |
| 2011－2013            | 昌原LG獵隼     |            |
| 2017－2019            | 釜山KT音速彈   |            |
| 2019－2022            | 首爾SK騎士     |            |
| 2013－2018            | 釜山 BNK Sum   | 女子籃球隊 |

### 排球隊之啦啦隊
| 年份            | 隊伍名稱                | 備註     |
| --------------- | ----------------------- | -------- |
| 2010－2011      | 議政府KB保險明星        |          |
| 2013 2015－2023 | 大田三星火災Bluefangs   |          |
| 2015－2018      | 大田正官庄紅火花        | 女子排球 |
| 2017－2018      | 華城IBK產業銀行Altos    | 女子排球 |
| 2018－2022      | 金泉韓國道路公社Hi-Pass | 女子排球 |

## 音樂作品

### 專輯
| 年份 | 片名        | 備註                                                              |
| ---- | ----------- | ----------------------------------------------------------------- |
| 2016 | Lucky Charm | 主打曲《Hustle》的MV 《Scar（흠집）》的MV 《Like This》 《Charm》 |

## 其他
- 前共同民主黨特任青年行政促進委員[9][10][11]。

## 備註
1. ↑  職棒捕手張成宇與女友吵架時曾表示自己「睡過朴騏良」，遭到朴騏良直接提出「名譽毀損」告訴。
2. ↑  當時新聞描述為該名球迷摸了啦啦隊長的臀部；但該球迷則聲稱自己只是想跟啦啦隊長擊掌，但因喝了些酒而精神狀態不佳，加上不慎沒對上擊掌節拍，而誤摸了啦啦隊長的臀部。
3. ↑  因此案與2016年「SK啦啦隊長遭到鹹豬手事件」之後，各球團啦啦隊長的安全開始比照球員模式，即啦啦隊長的四周都有維安人員戒護，甚至在特定區域（例如女性休息空間、更衣室、廁所等）則會特別聘任女性維安人員來戒護。
4. ↑  地址為：釜山廣域市東萊區社稷洞78-25（부산광역시 동래구 사직동 78-25）。
5. ↑  從開始當YouTuber截至節目播出為止，大約10個月。

## 外部連結
- 朴騏良的Instagram帳戶
- 朴騏良的Facebook
- 朴騏良的Youtube （页面存档备份，存于）